# مورشتادت
مورشتادت (به آلمانی: Mörstadt) یک شهر در آلمان است که در آلزی-ورمز واقع شده‌است. مورشتادت ۹۳۱ نفر جمعیت دارد.